# 吴公湖
吴公湖是一个位于中国江苏省兴化市的湖泊，面积约为34平方千米。据清嘉庆《重修扬州府志》载，因昔有吴高尚隐居于此而得名，又讹传为蜈蚣湖。亦因位于中堡镇之南，与中堡之北的大纵湖南北相对，故当地又有南湖或前湖之称谓。为古射阳湖经解体分化后的残迹湖之一。